# Tegghiaio Aldobrandi
Tegghiaio Aldobrandi (... – Lucca, 1262) fue un respetable político italiano, hijo de Aldobrando Adimari.
Fue podestà de San Gimignano bajo mandado imperial y podestá de Arezzo (1256). Combatió en la Batalla de Montaperti como güelfo. Desaconsejó atacar Siena, pero su consejo no fue escuchado y así fue derrotada su facción. Si bien es visto como usurero, los cronistas antiguos lo consideraban como  "caballero de gran espíritu (...) y de gran sentimiento en obras de armas". Murió exiliado en Lucca en el 1262.
Su fama se debe sobre todo a la cita que hace Dante Alighieri en el Infierno (XVI, vv. 40-42) poniéndolo entre los tres florentinos que imagina encontrar en el giro de los sodomitas (es decir "violentos contra la naturaleza") en el grupo de los hombres de armas y políticos junto a Jacopo Rusticucci y a Guido Guerra. 

El otro, que junto a mi la arena pisa,

es Tegghiaio Aldobrandi, cuya voz

allá en el mundo debería ser agradecida.
vv. 40-42

Su figura ya fue preanunciada entre los "grandes" que a bien hacer se ingeniaron citados por Dante en el episodio de Ciacco (Inf. VI, 77-81) y que con consternación el poeta encontrará entre las almas "más negras" castigadas del Infierno, enfatizando así cómo la fama en vida no sea suficiente para ganarse la salvación.

## Voces relacionadas
- Dante cita los Adimari en el Pd. XVI (vv. 115-118) y en el personaje de Filippo Argenti de los Adimari (Inf. VIII, vv. 31-63)